# Cedella Marley
Cedella Marley (sinh ngày 23 tháng 8 năm 1967) là một ca sĩ, vũ công, nhà thiết kế thời trang, diễn viên và doanh nhân người Jamaica. Bà là con gái đầu lòng của ca sĩ reggae Bob Marley và Rita Marley và mẹ của Skip Marley.

## Sự nghiệp

### 2002 Hiện tại: Melody Makers tan rã và công việc gần đây
Năm 2002, nhóm chính thức tan rã. Cedella hiện là CEO của hãng thu âm của cha bà, Tuff Gong International. Bà cũng giúp điều hành tổ chức từ thiện của gia đình mình, 1Love. Vào tháng 6 năm 2010, Cedella đã phát hành một bài hát có tên "Can You Feel The Love Tonight", được xuất hiện trong album tổng hợp "The Disney Reggae Club".
Cedella đã bắt đầu một số dòng quần áo như "Catch a Fire", "High Tide", "Nice Time Deconstructed" và "Nice Time Kids". Vào tháng 2 năm 2011, có thông báo rằng bà sẽ thiết kế đồng phục cho đội điền kinh Jamaica tại Thế vận hội 2012, bao gồm nhà vô địch thế giới Usain Bolt, dưới sự sắp xếp với Puma. Bà mô tả tầm nhìn của mình cho các bộ trang phục là "Grace Jones gặp bố tôi - rất lấy cảm hứng từ âm nhạc và một chút retro."
Vào tháng 9 năm 2011, bà đã phát hành cuốn sách "One Love". Cedella cũng góp mặt trong bộ phim tài liệu "Marley", được phát hành vào tháng 4 năm 2012. Cedella Marley hiện cũng đang thu âm một album sẽ được phát hành vào năm 2012 hoặc 2013.
Bob Marley's Three Little Birds của bà, bao gồm một số bài hát của cha bà, đượcmở tại Nhà hát New Victory ở Thành phố New York vào tháng 2 năm 2014.
Vào tháng 6 năm 2014, Marley đã trình bày một dòng trang phục nam mà bà thiết kế lấy cảm hứng từ cả quần áo mà cha bà mặc trên sân bóng cũng như các thiết kế của đội tuyển World Cup 2014. Nó bao gồm chủ yếu là các mặt hàng đồ thể thao như áo phông, áo hoodie và áo khoác thể thao. Dòng thời trang được đặt tên đơn giản là Marley. Số tiền thu được từ dòng thời trang sẽ dành cho việc tài trợ cho đội bóng đá nữ quốc gia Jamaica, Reggae Girlz, trong đó Marley hiện là nhà tài trợ và đại sứ chính thức.
Vào tháng 11 năm 2014, Cedella đã ra mắt thương hiệu cần sa Marley Natural, được phát triển bởi gia đình Marley kết hợp với Privateer Holdings của tiểu bang Washington, Hoa Kỳ.

## Danh sách đĩa hát
Đĩa đơn
- - 2017: "Could You Be Loved"
  - 2017: "Could You Be Loved" (featuring Savi & Bankay)